# Luigi Ricceri
Luigi Ricceri (ur. 8 maja 1901 w Mineo, zm. 15 czerwca 1989 w Castellammare di Stabia) – ksiądz salezjanin, szósty generał zakonu salezjanów.